# Fővárosi Villamosvasút
A Fővárosi Villamosvasút (Röviden: FVV) a BSZKRT (Beszkárt) 1949-es megszüntetésétől egészen 1968. január 1-jéig, a BKV megalakulásáig irányította Budapest villamosközlekedését.

## Története
Elődje, a BSZKRT 1949-ben megszűnt. A BSZKRT megszűnését követően különválasztották a busz- és villamosüzemeltetést. A buszközlekedés a Fővárosi Autóbusz Községi Vállalathoz (FAKV) került, mely egy év múlva a Fővárosi Autóbuszüzem nevet kapta (FAÜ). A vállalatot eredetileg Fővárosi Villamosvasút Községi Vállalatnak (FVKV) neveztek el, majd 1951-ben átnevezték Fővárosi Villamosvasútra. (FVV)

## Források

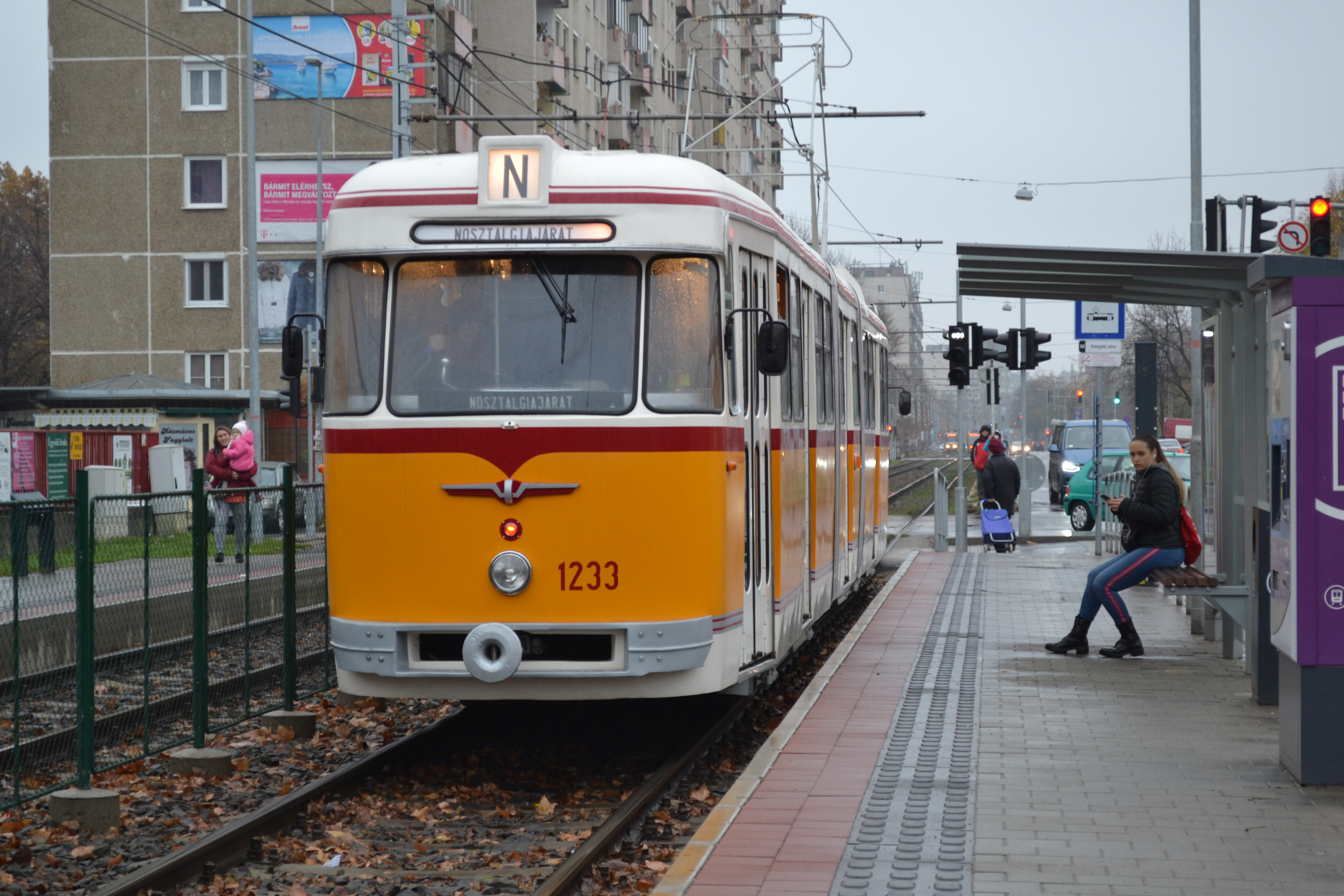
FVV CSMG típusú villamos Budapesten.

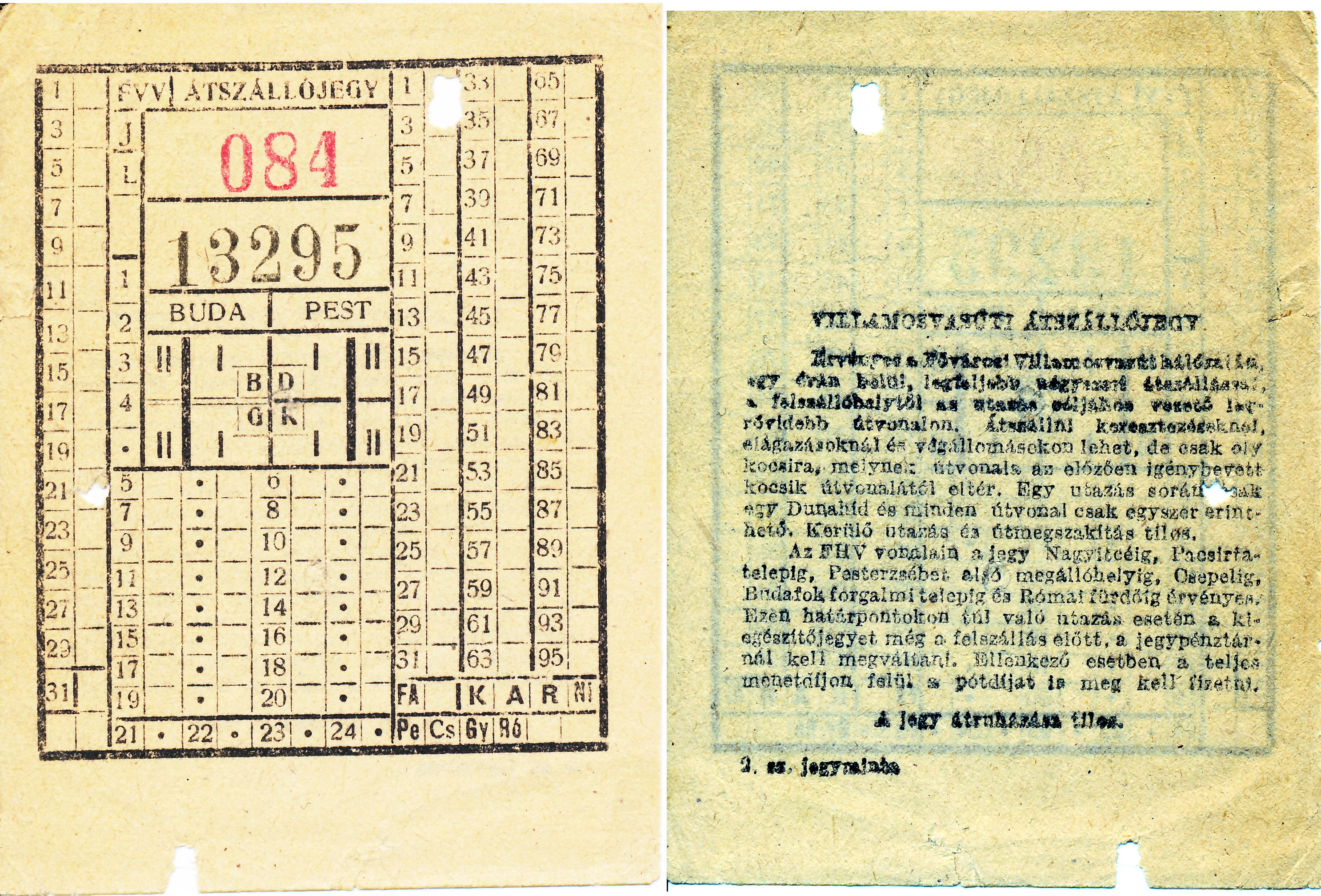
Fővárosi Villamosvasút átszállójegy

## FVV által gyártott járművek
- Ganz UV (1956-1962)
- FVV CSM (1964-1975)
- Ganz CSMG (1964-1978)